# Kanchenjungha
Kanchenjungha è un film del 1962 diretto da Satyajit Ray.